# Stevenston
Stevenston (wym. [Stevenston]; gael. Baile Steaphain) – miasto w południowo-zachodniej Szkocji, w hrabstwie North Ayrshire, położone nad zatoką Firth of Clyde. Jedno z "Trzech Miast" prócz Ardrossan i Saltcoats.